# Luciola impedita
Luciola impedita is een keversoort uit de familie glimwormen (Lampyridae). De wetenschappelijke naam van de soort is voor het eerst geldig gepubliceerd in 1902 door E. Olivier.